# Causa Correo Argentino
La Causa Correo Argentino, también llamada periodísticamente correogate, es el nombre con el que se conoce en Argentina al escándalo político en dicho país que involucra al expresidente Mauricio Macri y a parte de su gabinete que, por esta causa judicial, se encuentra imputado. El nombre oficial de la carátula judicial es Macri, Mauricio y otros s/ defraudación por administración fraudulenta y cohecho.

## La causa
El 24 de marzo de 1997, mediante el Decreto N.° 265/1997 del entonces presidente de la Nación, Carlos Menem, la empresa ENCOTESA fue liquidada y la prestación de servicios postales le fue otorgada en concesión a la Sociedad Macri (SOCMA). De este modo, la Argentina se convirtió en uno de los primeros países del mundo en privatizar el servicio postal. El Grupo Macri tuvo la concesión del Correo hasta el 2003,  En el decreto de rescisión, el Poder Ejecutivo Nacional señaló que la empresa sólo cumplió con el pago del canon durante el primer año de concesión y que a 2001 la deuda del Correo con el estado en concepto de canon ascendía a $296 millones de dólares porque en el país regía la ley de convertibilidad. Es decir que Correo Argentino debía cerca de 300 millones de pesos equivalentes a dólares de la Convertibilidad, en 2001. Tras varios años la deuda fue licuándose, lo cual era perjudicial para el estado.

Durante el gobierno militar de Juan Carlos Onganía  realiza millonarios negocios a expensas del estado. Asociado con su familia política, comenzó haciendo negocios ganaderos ligados a la exportación de carne, facilitados por el estado, que decidió transferir este monopolio a una empresa mixta entre el estado y su familia.
Las empresas ligadas a la Sociedad Macri  tuvieron un rol y un crecimiento destacado durante el autodenominado "Proceso de Reorganización Nacional", entre los años 1976 y 1983.  En 1976 disponían de siete empresas; al terminar la dictadura la cantidad había aumentado a 47. En un estudio realizado por los economistas Eduardo Basualdo, Manuel Acevedo y Miguel Khavise, en 1984, señala “que poseyendo 7 empresas en 1973 han alcanzado a 47 al fin de la dictadura… Las más relevantes son Sevel Argentina (automotriz), Sideco Americana (construcciones), Socma Corp (financiera), Manliba (recolección de residuos), Itron (electrónica), Solvencia de Seguros (aseguradora), Prourban (inmobiliaria), Iecsa (instalaciones mecánicas), Perfomar (perforación petrolera).
En 2004 Franco Macri se convirtió en el nexo comercial permitió cobrar comisiones en dólares por transacciones entre ambos países, como fue la compra de vagones chinos para el subterráneo de la Capital Federal. En el 2006 una sociedad formada entre el grupo Macri, Roggio, una empresa china y los gremios La Fraternidad y de camioneros se hizo cargo del ferrocarril Belgrano Cargas. El decreto establecía, además, la entrega de subsidios no reintegrables de parte del estado.
Una intrincada red de empresas de la familia - que incluye al holding Socma, la empresa Ghella e Iecsa  fueron destinatarias de importantes y numerosas licitaciones. Entre ellas: obras hidráulicas y represas (como Yaciretá), repavimentaciones de rutas nacionales y construcción de autopistas, construcción de viviendas del Plan Federal de Viviendas, obras de reparaciones de hospitales, obras ferroviarias, tendidos eléctricos, restauración de la Basílica de Luján, etc. 
La causa judicial por la deuda que la empresa mantiene con el estado se inició en septiembre de 2001, momento en el que la empresa entró en concurso de acreedores. 
El 14 de febrero de 2017 el fiscal Juan Pedro Zoni imputó a Mauricio Macri entonces presidente de la Nación y Oscar Aguad, —ministro de Telecomunicaciones—, por el acuerdo entre el estado y el Grupo Macri en relación con la deuda del Correo Argentino. En ese acuerdo firmado durante la presidencia de Mauricio Macri el estado aceptó una quita del 98,82% de la deuda, en beneficio de Correo Argentino S.A., propiedad de la familia presidencial. Asimismo se conoció que el Ente Nacional de Comunicaciones (Enacom), desistió de cobrarle ese mismo mes una multa por casi 300 000 pesos a la empresa propiedad del Grupo Macri que ya tenía sentencia de segunda instancia en favor del estado.
A pesar de que el estado le había ganado el juicio a la empresa, la Enacom decidió no cobrarle la deuda. Dicha maniobra terminó en una causa penal investigada por el Juzgado Federal N° 4 a cargo del Dr. Ariel Lijo, por una maniobra que intentó utilizar el gobierno de Mauricio Macri para condonar una multa del Correo Argentino S.A, a través del Ente Nacional de Comunicaciones, advirtiendo según el denunciante una deliberada estrategia de “resolver” de inmediato los conflictos judiciales vinculados a las empresas de la familia presidencial.  La deuda original asciende a $ 296,2 millones de pesos. Finalmente fue imputado por los delitos de  administración fraudulenta, tráfico de influencias y negociaciones incompatibles con la función pública luego de que se conociera que el estado le condonó una deuda millonaria a una empresa del grupo Macri, que administraba el Correo Argentino. 
Para el 2017 deuda  de la familia presidencial implicaría un perjuicio de más de 70 mil millones de pesos para el estado. el fiscal federal Juan Pedro Zoni, que interviene en la causa penal iniciada tras el intento de condonación de más de 70.000 millones de pesos a la familia presidencial y en la Macri que está imputado. 
La movida lleva la firma del procurador interino Eduardo Casal, alineado con las directrices del Gobierno, y se produce a los pocos días de que Zoni pidiera una serie de medidas para reimpulsar la investigación. Días antes el diario La Nación llegó a publicar que Macri se reunió con el jefe de los espías Gustavo Arribas y con su operador judicial Daniel Angelici para desestimar las denuncias en contra del hermano del juez Lijo a cambio de impunidad en el caso Correo. Siempre según La Nación, a la hora de hablar sobre cómo se comportaría Lijo respecto a Macri, Angelici afirmó: “Yo lo conozco, tengo muy buena relación. Siempre jugó bien”
La Justicia investiga una serie de encuentros que allegados al Gobierno mantuvieron con los encargados de llevar adelante la causa del Correo Argentino en la que el presidente benefició a la empresa de su familia. Fue la última documentación que presentó el fiscal Juan Pedro Zoni antes de ser desplazado. En su dictamen del 29 de diciembre de 2016, que dio a conocer la Procuración, Boquin sostuvo que la propuesta es “abusiva, implica perjuicio fiscal y su irregular aceptación perjudica gravemente el patrimonio del estado nacional”, y explicó que la empresa “se benefició con un estado de ‘eterno’ concurso y logró suspender por más de 15 años el pago a sus acreedores”.
De acuerdo con los cálculos de la Procuración, la propuesta realizada por el Correo contiene una quita del 98,82 por ciento contabilizando los intereses y la diferencia en el tipo de cambio desde 2001 hasta 2016. Y agrega que extendiendo este cálculo a 2033 (fecha en que finalizaría el pago del Correo según su propuesta), el estado dejaría de percibir una cifra cercana a los 70 mil millones de pesos. Aunque esos supuestos intereses no deben computarse por lo establecido en la ley de quiebras.Por otra parte, tampoco se están teniendo en cuenta las acreencias de la empresa Correo Argentino S.A.
Actualmente el Correo Oficial del estado hace usufructo de las licencias del sistema operativo "Mosaic" (comprado a Olivetti) con el que gestiona toda la operatoria administrativa, de pagos, cobros, ingresos de dinero, correspondencia, envíos de dinero, etc. También usufructúa la licencia del sistema de gestión de correspondencia de aceptación internacional llamado "Track & Trace" (comprado al correo de Nueva Zelanda). Todos los bienes muebles, computadoras, mejoras edilicias y planta de logística ubicada en Monte Grande con la propiedad del predio y las instalaciones logísticas.

En abril del año 2021 Correo Argentino S.A. propuso pagar 1.011 millones de pesos por el canon impago y sus intereses, cifra que la fiscal Gabriela Boquín dictaminó cinco veces menor al monto de la deuda. La propuesta fue rechazada por la procuración.
El 5 de julio del año 2021 la jueza decreta la quiebra.